# Coclois
Coclois és un municipi francès situat al departament de l'Aube i a la regió del Gran Est. L'any 2007 tenia 184 habitants.

## Demografia

### Població
El 2007 la població de fet de Coclois era de 184 persones. Hi havia 68 famílies de les quals 16 eren unipersonals (8 homes vivint sols i 8 dones vivint soles), 20 parelles sense fills, 28 parelles amb fills i 4 famílies monoparentals amb fills.
La població ha evolucionat segons el següent gràfic:
Habitants censats

### Habitatges
El 2007 hi havia 73 habitatges, 67 eren l'habitatge principal de la família, 4 eren segones residències i 2 estaven desocupats. 71 eren cases i 1 era un apartament. Dels 67 habitatges principals, 47 estaven ocupats pels seus propietaris, 19 estaven llogats i ocupats pels llogaters i 1 estava cedit a títol gratuït; 1 tenia una cambra, 4 en tenien tres, 22 en tenien quatre i 40 en tenien cinc o més. 49 habitatges disposaven pel capbaix d'una plaça de pàrquing. A 27 habitatges hi havia un automòbil i a 38 n'hi havia dos o més.

### Piràmide de població
La piràmide de població per edats i sexe el 2009 era:
| Homes | Edats   | Dones |
| ----- | ------- | ----- |
| 0     | 95 o +  | 4     |
| 0     | 90 a 94 | 0     |
| 0     | 85 a 89 | 0     |
| 0     | 80 a 84 | 0     |
| 8     | 75 a 79 | 0     |
| 4     | 70 a 74 | 4     |
| 4     | 65 a 69 | 12    |
| 4     | 60 a 64 | 8     |
| 4     | 55 a 59 | 4     |
| 4     | 50 a 54 | 0     |
| 4     | 45 a 49 | 4     |
| 4     | 40 a 44 | 0     |
| 8     | 35 a 39 | 8     |
| 4     | 30 a 34 | 4     |
| 0     | 25 a 29 | 0     |
| 0     | 20 a 24 | 0     |
| 8     | 15 a 19 | 8     |
| 0     | 10 a 14 | 4     |
| 12    | 5 a 9   | 4     |
| 4     | 0 a 4   | 4     |

## Economia
El 2007 la població en edat de treballar era de 106 persones, 83 eren actives i 23 eren inactives. De les 83 persones actives 76 estaven ocupades (41 homes i 35 dones) i 7 estaven aturades (2 homes i 5 dones). De les 23 persones inactives 6 estaven jubilades, 9 estaven estudiant i 8 estaven classificades com a «altres inactius».

### Ingressos
El 2009 a Coclois hi havia 66 unitats fiscals que integraven 184 persones, la mediana anual d'ingressos fiscals per persona era de 17.164 €.

### Activitats econòmiques
Dels 6 establiments que hi havia el 2007, 1 era d'una empresa de fabricació d'altres productes industrials, 4 d'empreses de construcció i 1 d'una empresa classificada com a «altres activitats de serveis».
Dels 5 establiments de servei als particulars que hi havia el 2009, 1 era un taller de reparació d'automòbils i de material agrícola, 1 paleta, 1 fusteria, 1 electricista i 1 perruqueria.
L'any 2000 a Coclois hi havia 7 explotacions agrícoles que ocupaven un total de 300 hectàrees.

## Equipaments sanitaris i escolars
El 2009 hi havia una escola elemental integrada dins d'un grup escolar amb les comunes properes formant una escola dispersa.

## Poblacions més properes
El següent diagrama mostra les poblacions més properes.